# 아파치 MXNet
아파치 MXNet(Apache MXNet)은 딥 신경망을 훈련시키고 디플로이하기 위해 사용되는 오픈 소스 딥 러닝 소프트웨어 프레임워크이다. 스케일링을 통한 빠른 모델 트레이닝이 가능하며 유연한 프로그래밍 모델과 다수의 프로그래밍 언어를 지원한다.(C++, 파이썬, 자바, 줄리아, MATLAB, 자바스크립트, Go, R, 스칼라, 펄, 울프램 언어 포함) MXNet 라이브러리는 이식이 가능하며 여러 GPU와 여러 머신으로 스케일링할 수 있다.